# Pirospontos fűcincér
A pirospontos fűcincér (Phytoecia virgula) a cincérfélék családjába tartozó, Eurázsiában honos, lágyszárú növényeken élő bogárfaj. 

## Megjelenése
A pirospontos fűcincér testhossza 6-10 mm. Az előtor nagyjából négyzetes, oldalai kissé íveltek; a szárnyfedők oldalvonalai a vállaktól a végéig keskenyednek. Teste fekete, lesimuló szürkés szőrökkel fedett, az elülső combok a közepüktől és az elülső lábszárak szinte teljesen sárgásvörösek, a középső és hátulsó combok a széles tövük és keskeny térdük kivételével vörösessárgák. Az előtoron, kissé a közepe fölött nagy, kerekded, piros folt látható. A potroh utolsó haslemeze és a megelőző szelvény vége kétoldalt sárgás. Az előtor sűrűn pontozott, de a pontozás hosszirányban nem ráncolt. 

## Elterjedése és életmódja
Eurázsiában honos az Ibériai-félszigettől Kazahsztánig és Dél-Szibériáig. A Brit-szigetekről és Skandináviából hiányzik. Magyarországon elterjedt, nem ritka faj. 
Lárvája polifág, különféle lágyszárú kórók (cickafark, üröm, murok, varádics, peremizs, hölgymál, stb.) gyökereiben és szárának alsó szakaszában él. Életciklusa egy évig tart. Az imágó április végétől júliusig rajzik, többnyire a tápnövényeken tartózkodik. 

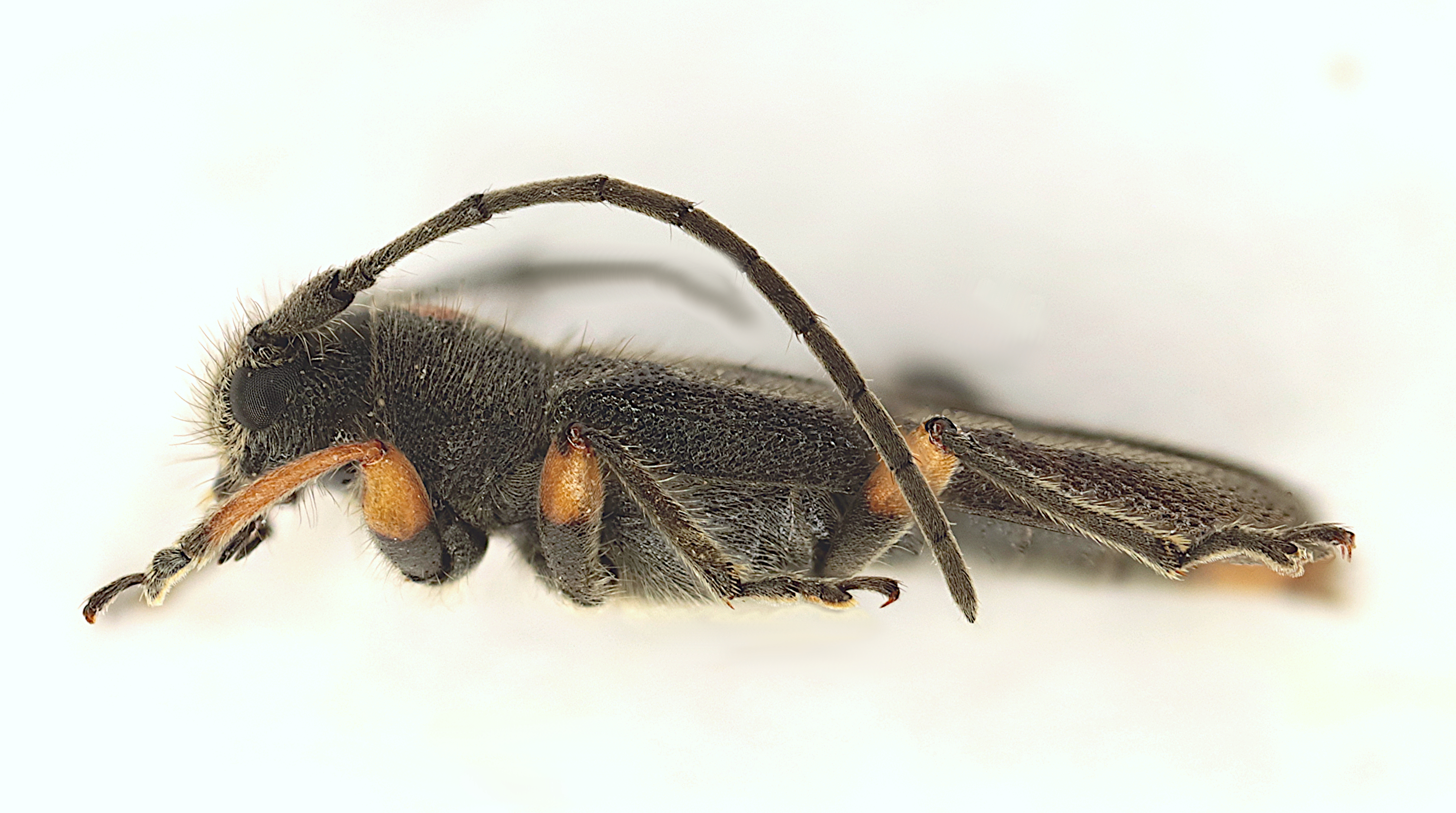
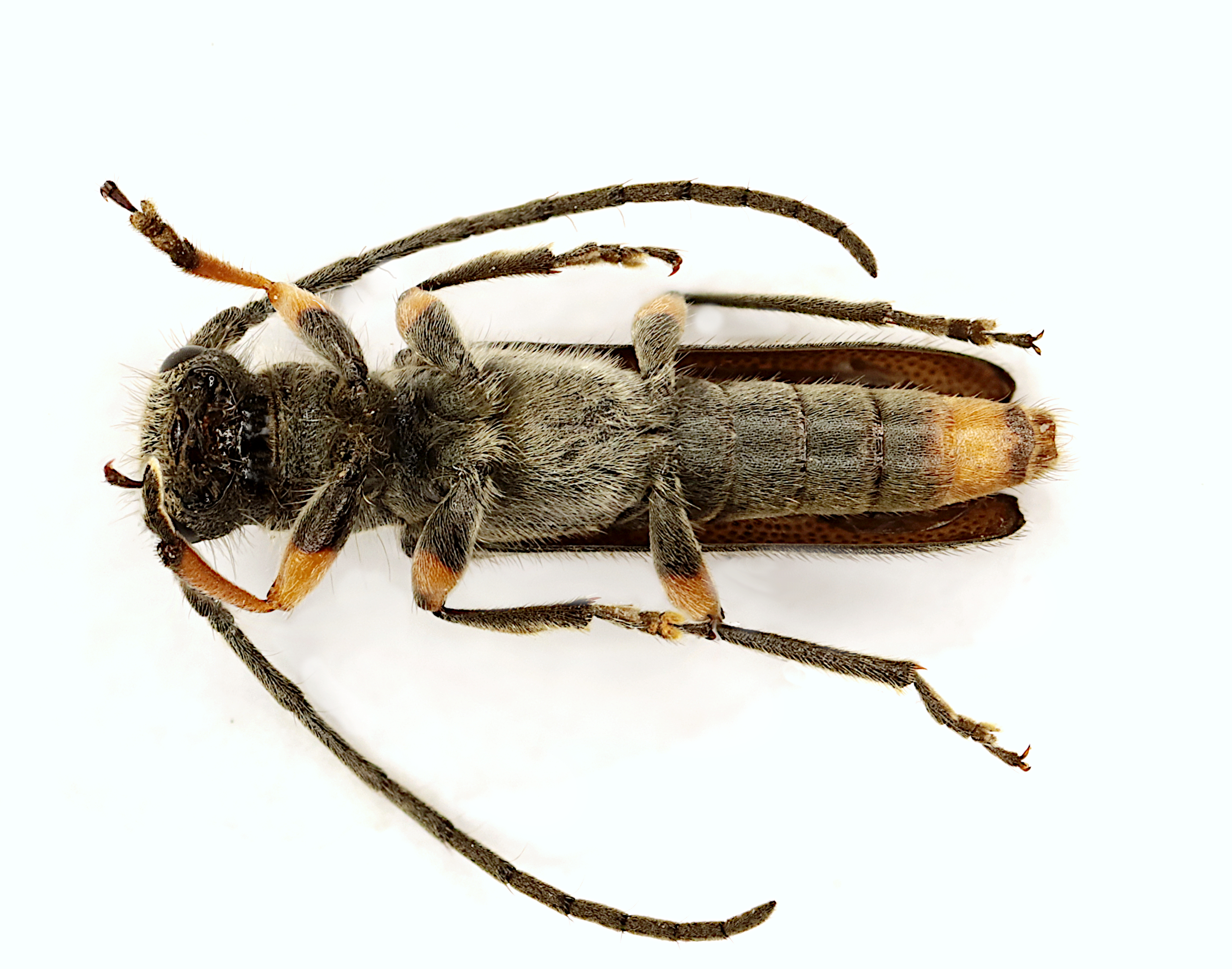
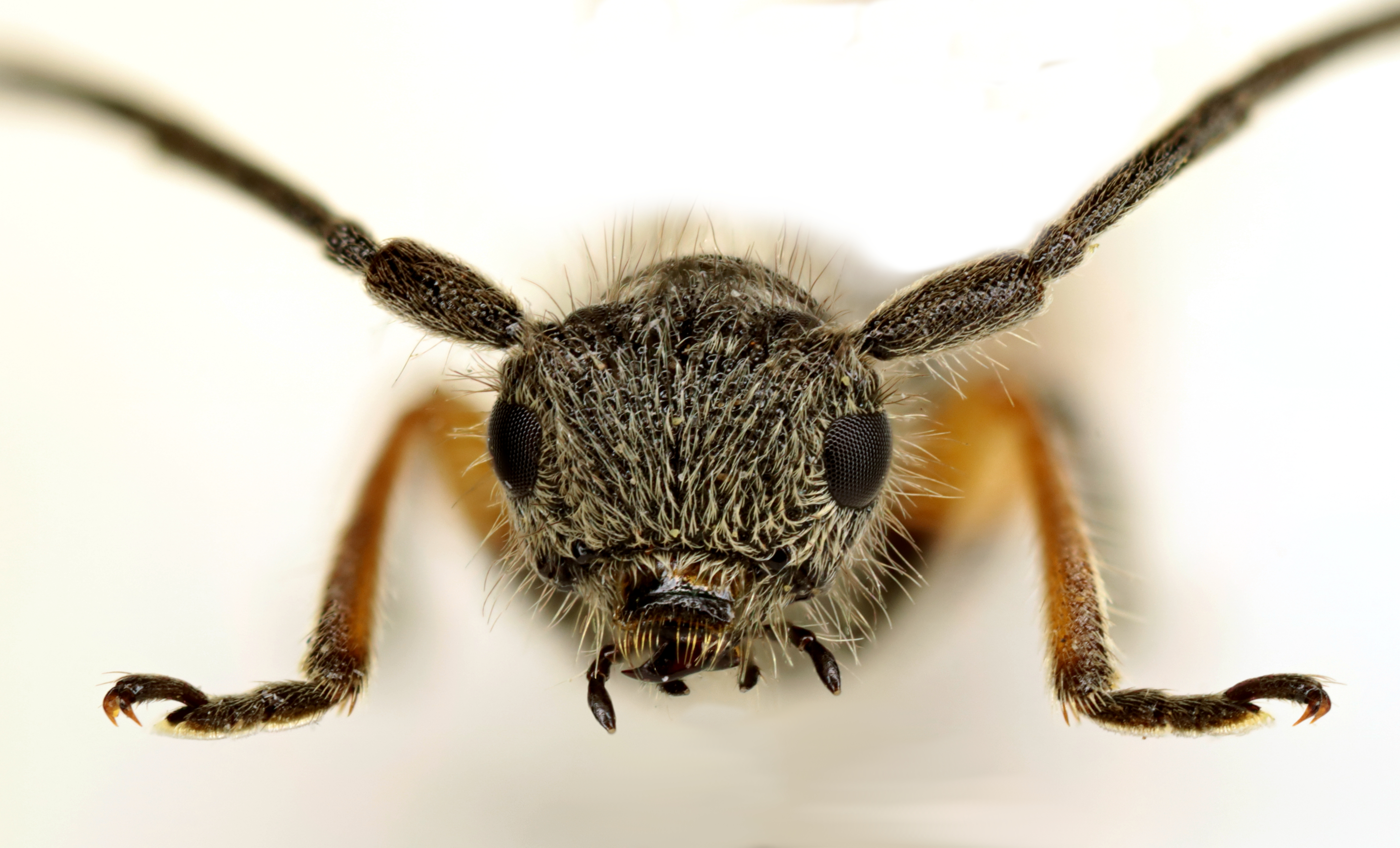
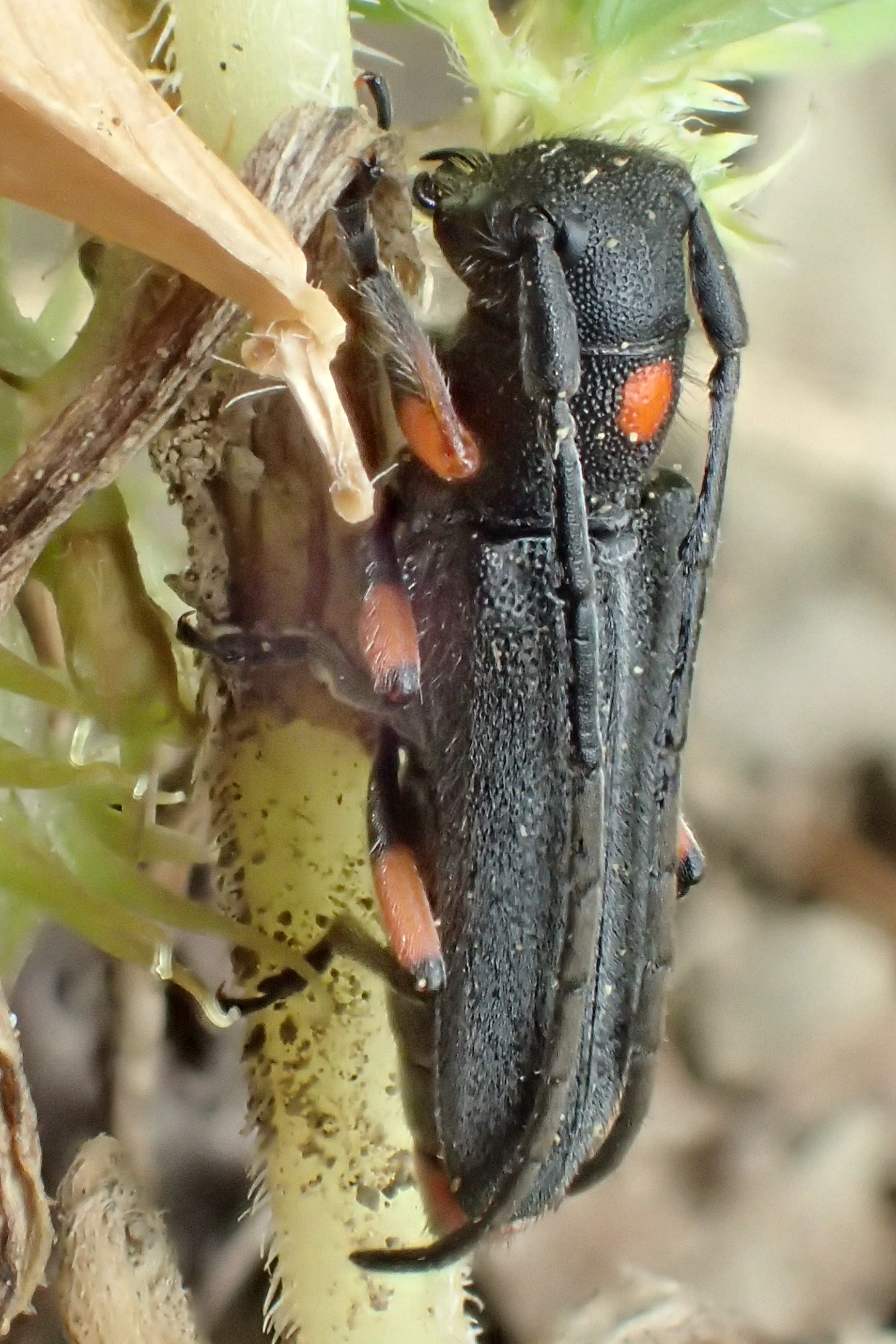
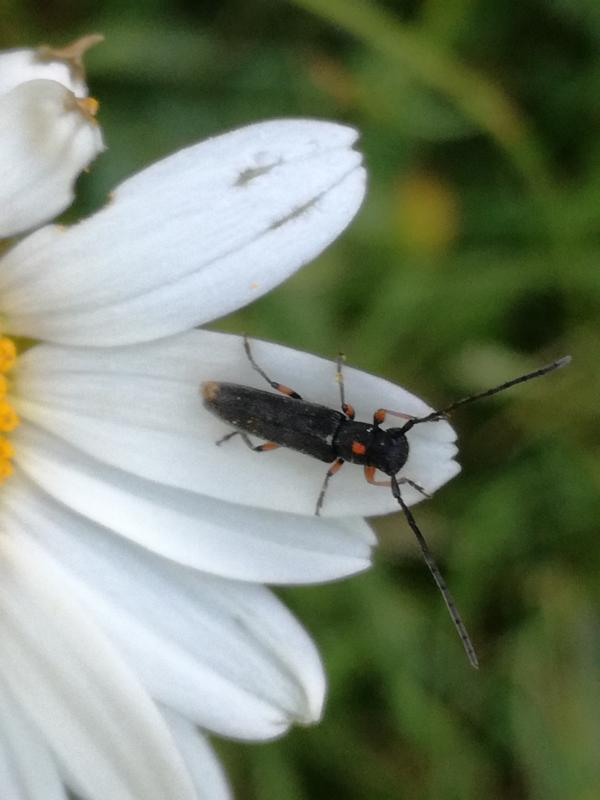

Magyarországon nem védett.